# Paratheocris olivacea
Paratheocris olivacea är en skalbaggsart som beskrevs av Stefan von Breuning 1938. Paratheocris olivacea ingår i släktet Paratheocris och familjen långhorningar.
Artens utbredningsområde är Gabon. Inga underarter finns listade i Catalogue of Life.